# Foucarmont
Foucarmont település Franciaországban, Seine-Maritime megyében. Lakosainak száma 804 fő (2022. január 1.). Foucarmont Callengeville, Fallencourt, Réalcamp, Saint-Léger-aux-Bois és Villers-sous-Foucarmont községekkel határos.

## Népesség
A település népességének változása:
| Lakosok száma | 892  | 862  | 858  | 817  | 806  | 797  | 781  | 792  | 804  |
|               | 2013 | 2015 | 2016 | 2017 | 2018 | 2019 | 2020 | 2021 | 2022 |